# Rai Movie
«Rai Movie» (Ра́й Му́ви) — бесплатный фильмовый телеканал производства итальянской государственной телерадиовещательной корпорации «Rai».

## Тема канала
Канал посвящён кино и транслирует фильмы целый день.

## Технические данные
«Логический номер» телеканала (присвоенный ему в Италии порядковый номер) — 24.
В Италии телеканал можно принимать в эфире в составе цифрового мультиплекса «RAI Mux 3». Доступен он бесплатно и со спутника («Hot Bird 13C», 13° в.д.).
С 1 июля 1999 года транслировал в формате 576i, SDTV, 16:9 и 4:3.
С 26 мая 2016 года транслирует в формате 1080i, HDTV.

## Сотрудничество
Телеканал «Rai Movie» является официальным медиапартнёром Фестиваля испанского кино.